# Crasville, Eure

Crasville este o comună în departamentul Eure, Franța. În 1 ianuarie 2022 avea o populație de 121 de locuitori.